# Куршевель (аэропорт)
Аэропорт Куршевель (фр. Aérodrome de Courchevel; (ИАТА: CVF, ИКАО: LFLJ) — гражданский аэропорт, обслуживающий французский курорт Куршевель. У аэропорта очень короткая взлётно-посадочная полоса, длиной 525 м с углом наклона 18.5 %. Ранее аэропорт обслуживался самолётами марок De Havilland Canada DHC-6 Twin Otter и De Havilland Canada Dash 7, а сейчас больше самолётов американского производителя Cessna и вертолёты. Взлётная полоса не обладает системой ILS, что ограничивает функциональность аэропорта при тумане.  